# آوره‌منیل
آوره‌منیل (به فرانسوی: Avremesnil) یک کمون در فرانسه است که در canton of Bacqueville-en-Caux واقع شده‌است. آوره‌منیل ۵٫۴۲ کیلومتر مربع مساحت دارد ۹۰ متر بالاتر از سطح دریا واقع شده‌است.